# Kościół w Nadrensee
Kościół w Nadrensee (niem. Dorfkirche Nadrensee) – protestancka świątynia znajdująca się w niemieckiej gminie Nadrensee. Filia parafii Retzin.

## Historia
Kościół wzniesiono w XIV wieku. Wieża kościelna została zniszczona przez pożar i rozebrana w 1657. Również w XVII wieku budynek został zrujnowany w trakcie wojny skańskiej. Podczas remontu w XIX wieku powstały sterczyny na szczytach świątyni.
Do 1997 był siedzibą parafii Nadrensee, w latach 1997–2005 należał do parafii Rosow, a od grudnia 2005 należy do parafii Retzin.

## Architektura
Świątynia romańsko-gotycka, jednonawowa, wzniesiona z kamienia. Posiada ceglany portal składający się z dwóch łuków, wewnętrzny łuk jest pełny, a zewnętrzny – ostry. Przykryty płaskim stropem.

## Wyposażenie
W skład wyposażenia świątyni wchodzi:
- ambona z 1669,
- stalle z XVII wieku,
- brązowy dzwon, odlany w 1693 roku w Szczecinie przez Johanna Jacoba Mangolda[2].